# 劉細君
劉細君（前130年—前101年），漢朝時江都王劉建的女兒，被稱為江都公主。元封六年（前105年），漢武帝以劉細君和親公主， 嫁予烏孫國皇帝昆莫獵驕靡，以和烏孫結為兄弟之邦，共制匈奴，因此世稱為烏孫公主。是歷史上第一位留下姓名的女詩人及和親公主。

## 生平
- 漢元狩二年（前121年），父親劉建企圖謀反未果後自殺，母親以同謀罪被處斬首。當時，劉細君因年幼而倖免於難[3]。這一年匈奴汗國渾邪王投降，河西走廊成為中原皇朝領土[4]，於是漢與西域有了直接接觸。

- 元鼎元年（前116年），張騫第二次出使西域，抵達烏孫王國。此後漢廷與西域諸國，日益往來密切。尤以烏孫王國，當使節抵達長安時發現中原如此的龐大又富裕時，不禁心生敬仰。

- 元封三年（前108年），漢開始對西域用兵，虜樓蘭王，破車師。烏孫王昆莫決定臣服漢朝，匈奴汗國因此揚言對烏孫動兵。昆莫感到壓迫，緊向中國求婚，希望借此連姻關係阻嚇匈奴的侵擾。

- 元封六年（前105年），以和親公主嫁給昆莫，武帝並賜給車馬和皇室用的器物，還為她配備官吏、宦官、宮女、役者等為數百人，贈與的禮品極為豐盛[5]，昆莫以為右夫人。同時匈奴也派女子嫁給昆莫，昆莫以匈奴女為左夫人。隨從工匠為她建造了宮室。漢朝每隔一年派使者探視[6]。

- 太初二年（前103年），昆莫獵驕靡去世，其孫子岑陬軍須靡繼承王位。按照收繼婚習俗，新王要繼承舊王的所有妻妾。細君公主無法接受，向漢武帝請求歸國，漢武帝命她接受當地風俗，以成就聯合烏孫共擊匈奴的大局。細君只得再嫁岑陬。[7]

- 太初三年（前102年），為岑陬生下一女，名少夫。

- 太初四年（前101年），逝於西域。漢又把另一位公主劉解憂嫁給烏孫王。

## 作品
細君公主在烏孫語言不通，生活難以習慣，思念故鄉，作《悲愁歌》（又日《細君公主歌》、《黃鵠歌》）：
吾家嫁我兮天一方，
遠托異國兮烏孫王。
穹廬為室兮旃為牆，
以肉為食兮酪為漿。
居常土思兮心內傷，
願為黃鵠兮歸故鄉。

## 詩贊
- 烏孫公主（宋．劉克莊）

玉座吞聲別，氈車觸目悲。

如何漢公主，去作虜閼氏。

- 墨梅其一（金．劉仲尹）

痩損昭陽鏡裏春，漢家公主奉烏孫。

淚痕滴盡穹廬月，誰道神香解返䰟。

- 烏孫公主歌（明．王世貞）

妾人自慚兮，諸侯女。

謬托嘉名兮，漢翁主。

寵我餌我兮，作遠婚。

匈奴賤種兮，號烏孫。

昆彌老兮，非我偶。

少王壯兮，實餘後。

念欲一死兮，為國憂。

失身苟活兮，貽國羞。

丞相何人兮，爵通侯。

- 烏孫公主歌（明．孫蕡）

咽咽復咽咽，羊車鳳輦恩光絕。

新新復新新，駝裘貂帽來相親。

昔為花月漢宮女，今作風沙胡地人。

漢宮胡地何分別，人生過眼如一瞥。

彩雲易消月長缺，奈何嬋娟涕如雪。

且喜華夷罷戰爭，天南天北樂升平。

一堆紅粉壟頭葬，百萬兒郎邊上生。

漢宮剩有三千女，豈憚邊庭有強虜。

從此龍泉不用磨，但從天下選嬌娥。

銀鞍白馬金橐駝，琵琶弦索聲相和。

葡萄酒綠朱顏酡，婿家兒孫日日多。

年年只報烽火息，莫問嬋娟傷綺羅。

- 公主和戎（明．黎景義）

鳳館輸唐好，龍庭降漢恩。

虛圖懷赤子，左策嫁烏孫。

六轡來氈韋，三周御毳幡。

春花辭月黯，朔雁帶霜繁。

簫轉樓中韻，笳鳴塞上冤。

金城空墮淚，青塚不歸魂。

帝室忘深恥，天驕敵至尊。

幸逢明盛日，非類絕求婚。

- 烏孫公主（明．屈大均）

騊駼為食酪為漿，公主悲愁思故鄉。

黃鵠歸飛不可得，歲時一會烏孫王。